# Enrico IV (pel·lícula de 1943)
Enrico IV és una pel·lícula italiana de 1943 dirigida per Giorgio Pàstina.

## Argument
A partir d'un conte de Luigi Pirandello publicat el 1922, una pel·lícula que narra la història d'un home ric que, després de caure del cavall, es creu Enric IV d'Alemanya.
Vint anys després d'una vida de reclus a Canossa rebrà visites i redescobrirà la seva memòria.

## Repartiment
- Osvaldo Valenti: el comte Enrico Di Nolli
- Clara Calamai: Matilde Spina / Frida
- Enzo Biliotti: el doctor Dionisio Genoni
- Luigi Pavese: el comte Tito Belcredi
- Rubi Dalma: la senyora Grietti
- Lauro Gazzolo: Giovanni
- Antonio Battistella: Rodolfo
- Pietro Bigerna: Franco
- Guido Celano: Barberis
- Luigi Garrone: Gelsomino
- Augusto Marcacci: Lolo
- Nino Marchesini: un amic de Belcredi
- Ori Monteverdi: Cesarina
- Giorgio Piamonti: Momo
- Checco Rissone: Fino Pagliuca
- Peppino Spadaro: Luigi, el serf
- Mario Brizzolari
- Renato Malavasi
- Liliana Ruffo

## Producció
Stefano Landi, fill de Pirandello i Vitaliano Brancati també va participar en l'adaptació de la pel·lícula. El resultat és efectiu. Cal tenir en compte també la curiositat relativa a l'actor Augusto Marcacci, que apareix a la pel·lícula amb la veu d'Amilcare Pettinelli mentre presta la seva al protagonista de la pel·lícula, Osvaldo Valenti.